# Токту
Токту (бугарски: Токту) је био бугарски кан између 766. и 767. године.

## Владавина
Византијски хроничар, патријарх Нићифор, бележи да је Токту био "Бугарин и Бајанов брат". Иако ово сугерише да је Бајан био човек од извесног значаја, данас ништа није познато о Токтуовим присталицама. Претпоставља се да је бугарски кан припадао оној фракцији бугарског племства која је заговарала непријатељску политику према Византијском царству. Међутим, пре него што је успео да спроведе у дело било какву политику која би оставила трага у бугарској историји, Токту се суочио са побуном и покушао је да побегне из земље. За разлику од свог претходника Сабина, Токту је покушао да побегне на север, али је ухваћен и убијен, заједно са својим братом Бајаном и њиховим присталицама, код Дунава. 
Извор из 17. века - компилација Џафар Тарики (дело спорне аутентичности) представља Азана Токту (тј. Токту) као сина Кермека (непознатог из других извора), који је био син бившег бугарског владара Сувара (тј. Севара). 